# Cayetana Fitz-James Stuart y de Silva
María del Rosario Cayetana Fitz-James Stuart y Silva, Công tước thứ 18 xứ Alba GE (28 tháng 3 năm 1926 – 20 tháng 11 năm 2014) là một trong những quý tộc có vị thế cao quý nhất ở Tây Ban Nha, cũng như là quý tộc có tước hiệu nhiều nhất trên thế giới cho đến khi bị phá vỡ bởi Victoria xứ Hohenlohe-Langenburg, Công tước thứ 20 xứ Medinaceli.